# 猫忍
『猫忍』（ねこにん）は、2017年1月より3月まで、東名阪ネット6および5いっしょ3ちゃんねる加盟局などで放送されていたテレビドラマ（時代劇）。同年5月20日に劇場版映画作品としても公開。
東名阪ネット6が中心となって制作してきた『イヌゴエ』『ネコナデ』『幼獣マメシバ』（及び続編の『マメシバ一郎』・『マメシバ一郎 フーテンの芝二郎』・『幼獣マメシバ 望郷篇』）『ねこタクシー』『犬飼さんちの犬』『ねこばん』『くろねこルーシー』『猫侍』（及び続編のSEASON2）に次ぐ動物ドラマシリーズの第13弾。
『猫侍』とスタッフはほぼ共通しており、撮影は日光江戸村で行われ、日光江戸村の全面協力により制作されるのも同様である。

## 登場人物・キャスト
- 久世陽炎太 - 大野拓朗[1]（幼少期：鈴木福）
- 父上 - 金時（ちょっと太めのオヤジ猫）
- 燕 - 藤本泉
- 虎眼 - 草野イニ
- 幸 - 大沢ひかる
- 猫来来 - 迫田孝也
- 左之助 - 青木玄徳
- 榊半蔵 - 金山一彦
- 迅雷 - 永澤俊矢
- 桂木 - 麿赤兒
- 久世剣山 - 船越英一郎

## テレビドラマ版
独立局各局を中心に、2017年1月から放送開始。

### ストーリー
時は泰平。幼き頃に尊敬する父と生き別れ、以来、ひたすら修行に明け暮れてきた霧生忍者の陽炎太。成長した陽炎太はいよいよ江戸詰めの任に。忍び込んだ大名屋敷で偶然出逢ったのは、ムッチリフクフク赤鼻の「父上」によく似た「猫」だった。

### スタッフ
太字は『猫侍』と同一スタッフ。
- ナレーター：森本レオ
- 脚本：黒木久勝
- 監督：渡辺武、佃謙介
- 音楽監督：遠藤浩二
- 主題歌 - オープニング曲 「NEKONIN」 作詞・作曲：坂本英三 ／ 唄：YUMETOYO
- 劇用猫コーディネート：ZOO動物プロ
- スタジオ：日光江戸村
- 製作総指揮：吉田尚剛
- 原案・プロデュース：永森裕二
- プロデュース：飯塚達介、向井達矢
- 企画：AMGエンタテインメント
- 制作：2017「猫忍」製作委員会（アミューズメントメディア総合学院、テレビ神奈川、テレビ埼玉、千葉テレビ放送、三重テレビ放送、京都放送、サンテレビジョン、TVQ九州放送、とちぎテレビ、テレビせとうち、静岡第一テレビ、群馬テレビ、BSフジ、アニマルプラネット、スターキャット・ケーブルネットワーク、日光江戸村、KADOKAWA）

### 放送局
これまでの動物ドラマシリーズ同様、東名阪ネット6および5いっしょ3ちゃんねる加盟局などによる共同制作である。
| 放送地域                | 放送局                                | 系列                                                           | 放送日時           | 放送期間                | 備考 |
| ----------------------- | ------------------------------------- | -------------------------------------------------------------- | ------------------ | ----------------------- | ---- |
| 宮城県                  | 仙台放送                              | フジテレビ系列                                                 | 日曜 25:30 - 26:00 | 2017年2月26日 -         |      |
| 栃木県                  | とちぎテレビ                          | 独立局 （5いっしょ3ちゃんねる加盟） 共同制作局                 | 水曜 20:00 - 20:30 | 2017年1月11日 - 3月22日 |      |
| 群馬県                  | 群馬テレビ                            | 独立局 （5いっしょ3ちゃんねる加盟） 共同制作局                 | 金曜 23:00 - 23:30 | 2017年1月13日 - 3月24日 |      |
| 神奈川県                | テレビ神奈川                          | 独立局 （東名阪ネット6・ 5いっしょ3ちゃんねる加盟） 共同制作局 | 水曜 23:00 - 23:30 | 2017年1月4日 - 3月15日  |      |
| 埼玉県                  | テレビ埼玉                            | 独立局 （東名阪ネット6・ 5いっしょ3ちゃんねる加盟） 共同制作局 | 土曜 24:30 - 25:00 | 2017年1月7日 - 3月18日  |      |
| 千葉県                  | 千葉テレビ放送                        | 独立局 （東名阪ネット6・ 5いっしょ3ちゃんねる加盟） 共同制作局 | 木曜 23:00 - 23:30 | 2017年1月12日 - 3月23日 |      |
| 静岡県                  | 静岡第一テレビ                        | 日本テレビ系列 共同制作局                                      | 土曜 26:25 - 26:55 | 2017年1月7日 - 3月17日  |      |
| 三重県                  | 三重テレビ放送                        | 独立局 （東名阪ネット6加盟） 共同制作局                        | 水曜 24:20 - 24:50 | 2017年1月4日 - 3月15日  |      |
| 京都府                  | 京都放送                              | 独立局 （東名阪ネット6加盟） 共同制作局                        | 土曜 23:30 - 24:00 | 2017年1月7日 - 3月18日  |      |
| 兵庫県                  | サンテレビジョン                      | 独立局 （東名阪ネット6加盟） 共同制作局                        | 火曜 22:30 - 23:00 | 2017年1月10日 - 3月21日 |      |
| 岡山県 香川県           | テレビせとうち                        | テレビ東京系列 共同制作局                                      | 木曜 25:35 - 26:05 | 2017年1月5日 - 3月14日  |      |
| 鳥取県 島根県           | 日本海テレビジョン放送                | 日本テレビ系列                                                 | 月曜 26:05 - 26:35 | 2017年2月27日 -         |      |
| 福岡県                  | TVQ九州放送                           | テレビ東京系列 共同制作局                                      | 火曜 26:05 - 26:35 | 2017年1月17日 - 3月28日 |      |
| 全国                    | ネットフリックス                      | ストリーミング                                                 | 毎週水曜配信       | 2017年1月18日 - 3月29日 |      |
| 全国                    | BSフジ                                | 衛星放送 共同制作局                                            | 火曜 24:00 - 24:30 | 2017年1月10日 - 3月21日 |      |
| 全国                    | アニマルプラネット                    | 衛星放送 共同制作局                                            | 火曜 20:30 - 21:00 | 2017年1月10日 - 3月21日 |      |
| 愛知県 （名古屋市など） | スターキャット・ ケーブルネットワーク | ケーブルテレビ 共同制作局                                      | 日曜 21:30 - 22:00 | 2017年1月15日 - 3月26日 |      |

## 映画
2017年5月20日公開。
第20回上海国際映画祭（2017年6月17日 - 26日）のパノラマ部門に選出される。

### キャスト（映画）
- 久世陽炎太 - 大野拓朗（幼少期：鈴木福）
- 父上 - 金時
- 紅葉 - 佐藤江梨子[3]
- 燕 - 藤本泉
- 青目 - 渋川清彦
- お絹 - ふせえり
- 幸子 - 新野七瀬
- 猫見屋 - 柄本明
- 迅雷 - 永澤俊矢
- 桂木 - 麿赤兒
- 久世剣山 - 船越英一郎

### スタッフ（映画）
- 製作総指揮 - 吉田尚樹
- 製作 - 星野高晃、中村克弘、出口雅史、石山孝紀、近藤和之、三沢明彦、原一道、正木恭彦、江副純夫、河原志保、永江幸司、伊藤幸弘、ルイ・ボズウェル、兼定力、ユキリョウイチ、池田宏之
- 原案・プロデュース - 永森裕二
- 脚本 - 永森裕二、黒木久勝、池谷雅夫
- 音楽監督 - 遠藤浩二
- プロデューサー - 飯塚達介、向井達矢
- 撮影 - 小松原茂
- 編集 - 難波智佳子
- 動物トレーナー - ZOO動物プロ
- 音楽協力 - 栗本修、BLACK BOTTOM BRASS BAND
- 企画・配給 - AMGエンタテインメント
- 監督 - 渡辺武